# Liste des députés européens d'Irlande (pays) de la 2e législature
Lors des élections européennes de 1984, 15 députés européens sont élus en Irlande. Leur mandat débute le 24 juillet 1984 et se termine le 24 juillet 1989.
- Les conservateurs du Fianna Fáil obtiennent 8 sièges.
- Les démocrates-chrétiens du Fine Gael obtiennent 6 sièges.
- Les libéraux indépendants de l'Independent Fianna Fáil obtiennent 1 siège.

2 d'entre eux quittent leurs fonctions avant la fin de leur mandat et sont remplacés par leurs suppléants, ce qui porte à 17 le total des personnes ayant occupé ce poste.

## Députés duGroupe du rassemblement des démocrates européens

### Députés duFianna Fáil
- Niall Andrews
- Sylvester Barrett
- Gene Fitzgerald
- James Fitzsimons
- Seán Flanagan
- Patrick Joseph Lalor
- Eileen Lemass
- Ray Mac Sharry jusqu'au 10 mars 1987
remplacé le 24 mars 1987 par Mark Killilea

## Députés duGroupe du Parti populaire européen (Démocrates chrétiens)

### Députés duFine Gael
- Mary Elizabeth Banotti
- Mark Clinton
- John Joseph McCartin
- Tom O'Donnell
- Thomas Raftery
- Richie Ryan jusqu'au 18 mai 1986
remplacé le 3 juin 1986 par Christopher Gerard O'Malley

## Député duGroupe libéral, démocratique et réformateur

### Député de l'Independent Fianna Fáil
- Thomas Joseph Maher